# Phân giải (đại số)
Trong toán học, và cụ thể hơn là trong đại số đồng điều, một phân giải (hoặc phân giải trái) là một dãy khớp các mô-đun (hay nói chung là các đối tượng của một phạm trù abel), được sử dụng để xác định các bất biến đặc trưng cho cấu trúc mô-đun (hay cấu trúc của phạm trù abel).
Một phân giải là hữu hạn nếu chỉ có một số hữu hạn các vật là khác {\displaystyle 0}.
Nói chung, các vật trong dãy thường bị ép có một thuộc tính P (ví dụ là tự do). Do đó, người ta nói về một phân giải P. Đặc biệt, mọi mô-đun đều có phân giải tự do, phân giải xạ ảnh và phân giải phẳng, là các phân giải tương ứng với các mô-đun tự do, mô-đun xạ ảnh hoặc mô-đun phẳng. Tương tự, mọi mô-đun đều có phân giải nội xạ, là phân giải bên phải bao gồm các mô-đun nội xạ.

## Phân giải mô-đun

### Định nghĩa
Cho một R-mô-đun M, một phân giải trái (hoặc đơn giản là phân giải) của M là một dãy khớp (có thể là vô hạn) các R -mô-đun
{\displaystyle \cdots {\overset {d_{n+1}}{\longrightarrow }}E_{n}{\overset {d_{n}}{\longrightarrow }}\cdots {\overset {d_{3}}{\longrightarrow }}E_{2}{\overset {d_{2}}{\longrightarrow }}E_{1}{\overset {d_{1}}{\longrightarrow }}E_{0}{\overset {\varepsilon }{\longrightarrow }}M\longrightarrow 0.}
Các đồng cấu di được gọi là các ánh xạ biên. Ánh xạ {\displaystyle \varepsilon } được gọi là ánh xạ nhảy. Ta cũng viết ngắn gọn
{\displaystyle E_{\bullet }{\overset {\varepsilon }{\longrightarrow }}M\longrightarrow 0.}
Khái niệm đối ngẫu của phân giải trái là phân giải phải. Cụ thể, cho một R-mô-đun M, một phân giải phải của nó là một dãy khớp các R-mô-đun
{\displaystyle 0\longrightarrow M{\overset {\varepsilon }{\longrightarrow }}C^{0}{\overset {d^{0}}{\longrightarrow }}C^{1}{\overset {d^{1}}{\longrightarrow }}C^{2}{\overset {d^{2}}{\longrightarrow }}\cdots {\overset {d^{n-1}}{\longrightarrow }}C^{n}{\overset {d^{n}}{\longrightarrow }}\cdots ,}
Ta cũng viết
{\displaystyle 0\longrightarrow M{\overset {\varepsilon }{\longrightarrow }}C^{\bullet }.}